# Thomas Tauporn
Thomas Tauporn (ur. 30 marca 1991 we Schechingen) – niemiecki wspinacz sportowy. Specjalizuje się w boulderingu oraz we wspinaczce łącznej. Wicemistrz świata we wspinaczce sportowej w konkurencji wspinaczki łącznej w roku 2012.

## Kariera sportowa
W zawodach wspinaczkowych, które odbyły się w szwajcarskiej Genewie w 2012 wywalczył srebrny medal mistrzostw świata we wspinaczce sportowej w konkurencji wspinaczki łącznej, w finale przegrał z Kanadyjczykiem Seanem McCollem. Na mistrzostwach świata w 2014 w hiszpańskim Gijón w konkurencji wspinaczki łącznej był czwarty.
Wielokrotny uczestnik festiwalu wspinaczkowego Rock Master, który corocznie odbywa się na słynnych ścianach wspinaczkowych w Arco, gdzie był zapraszany przez organizatora zawodów. W 2011 roku w tych zawodach wspinaczkowych zdobył srebrny medal w duelu.

## Osiągnięcia

### Mistrzostwa świata
| Konkurencje       | 2009 | 2011 | 2012 | 2014 |
| Bouldering        | —    | 6    | 11   | 12   |
| Prowadzenie       | 14   | 9    | 20   | 27   |
| Wsp. na czas      | —    | 43   | 38   | 28   |
| Wspinaczka łączna | —    | —    | 2    | 4    |

### Mistrzostwa Europy
| Konkurencje  | 2008 | 2010 | 2013 |
| Prowadzenie  | 10   | 17   | 19   |
| Wsp. na czas | —    | —    | 33   |

### Rock Master
| Konkurencje | 2008 | 2009 | 2011 |
| Prowadzenie | 8    | 12   | —    |
| Duel        | —    | —    | 2    |